# Amarillo tráfico
Amarillo tráfico es un color amarillo ligeramente anaranjado muy usado en señalización vial. Recibe otros nombres como amarillo bus escolar, amarillo taxi, amarillo vial, amarillo patito, etc., denominaciones derivadas de su uso y por lo general relacionadas con el pigmento amarillo de cromo. Su tonalidad está estandarizada internacionalmente como RAL 1023.
Se considera que es un color que tiene gran visibilidad a la distancia y en la oscuridad nocturna. Los científicos lo describen como sigue: "La visión periférica lateral para la detección de los amarillos es 1,24 veces mayor que para el rojo". Es por esto que se escogió este color para los buses escolares de Nueva York desde 1939, y posteriormente en taxis y diversas señalizaciones de tránsito.

## Galería

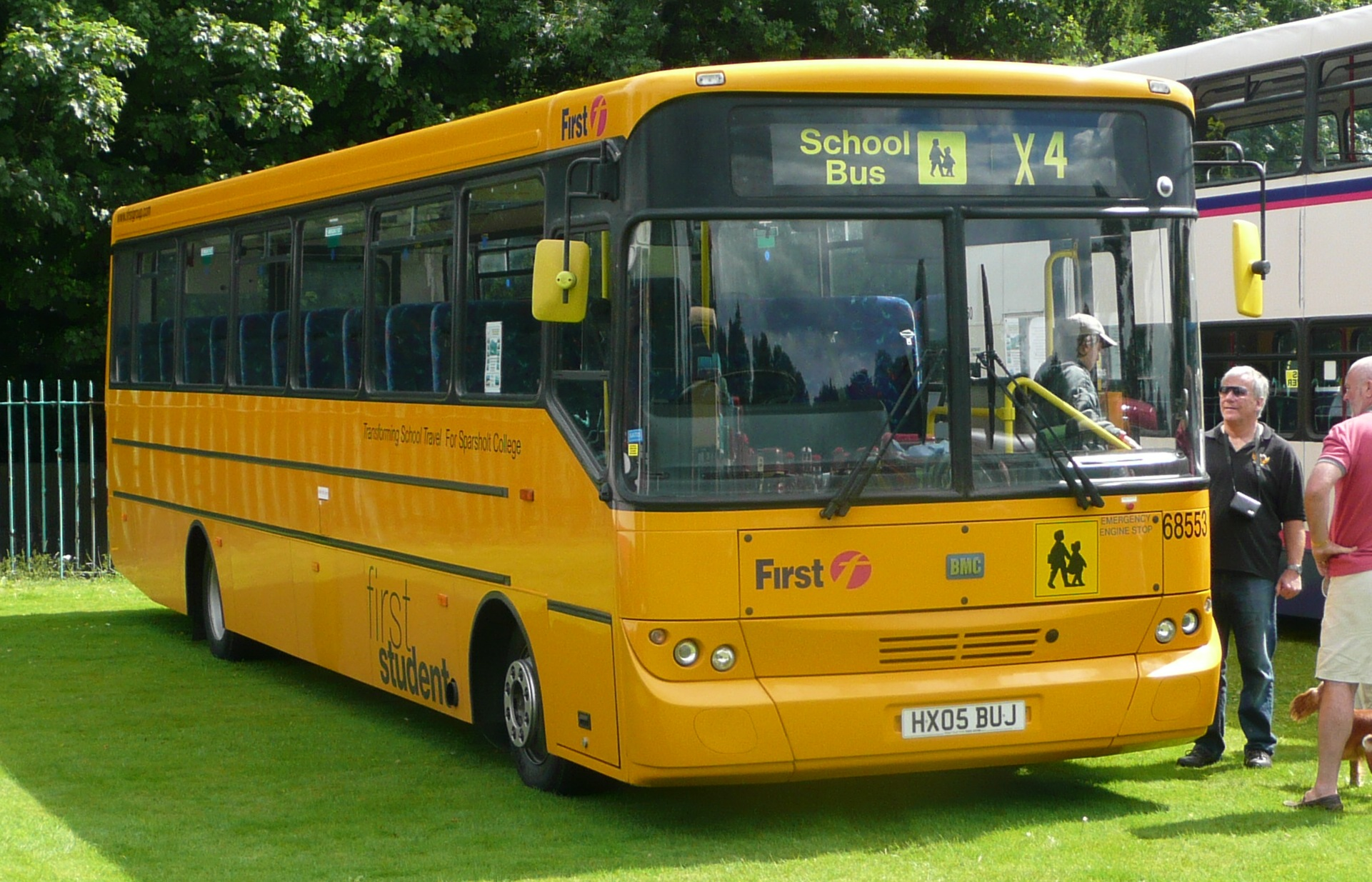
Bus escolar británico
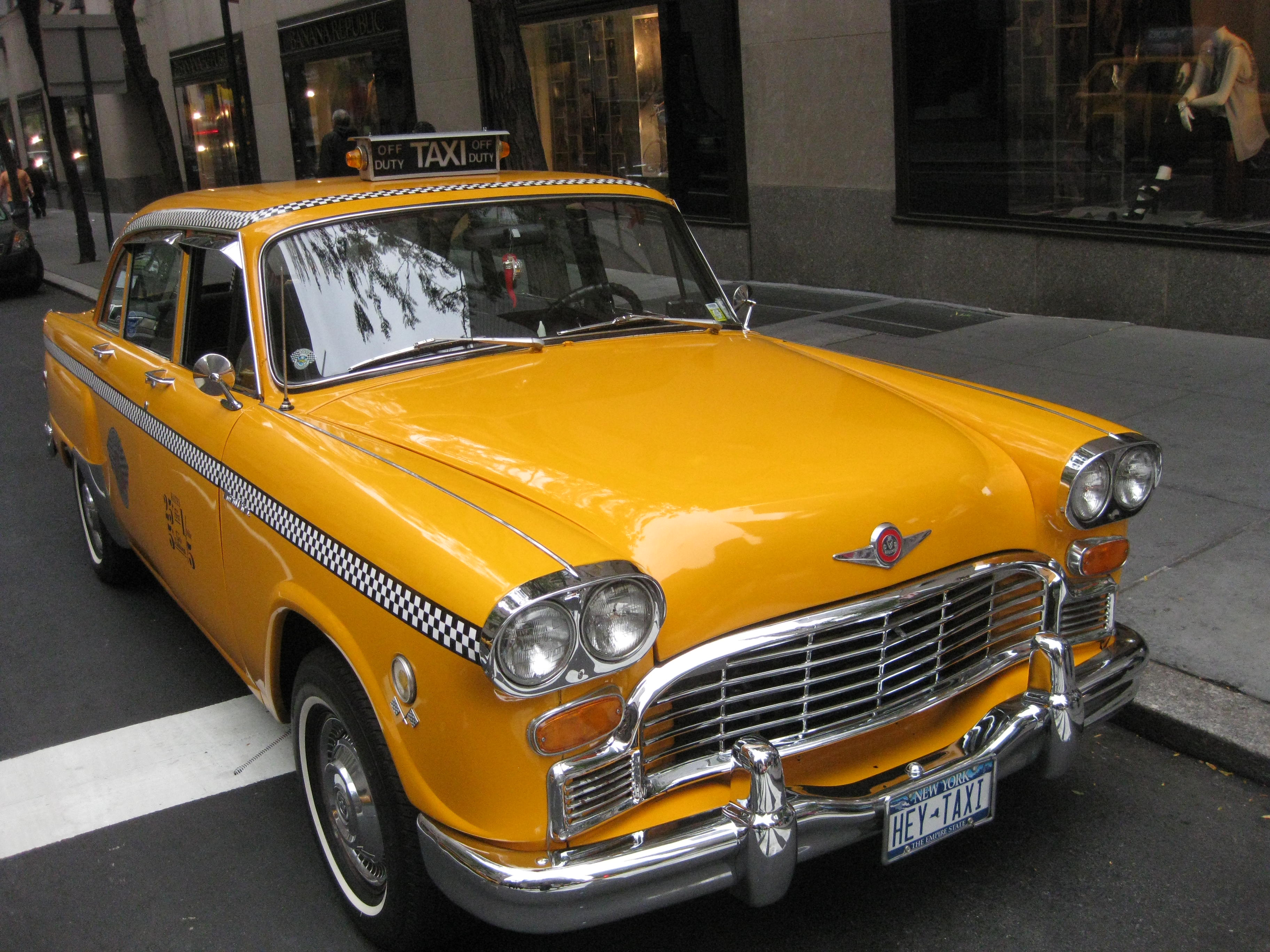
Taxi neoyorquino de 1976
Señal de tránsito
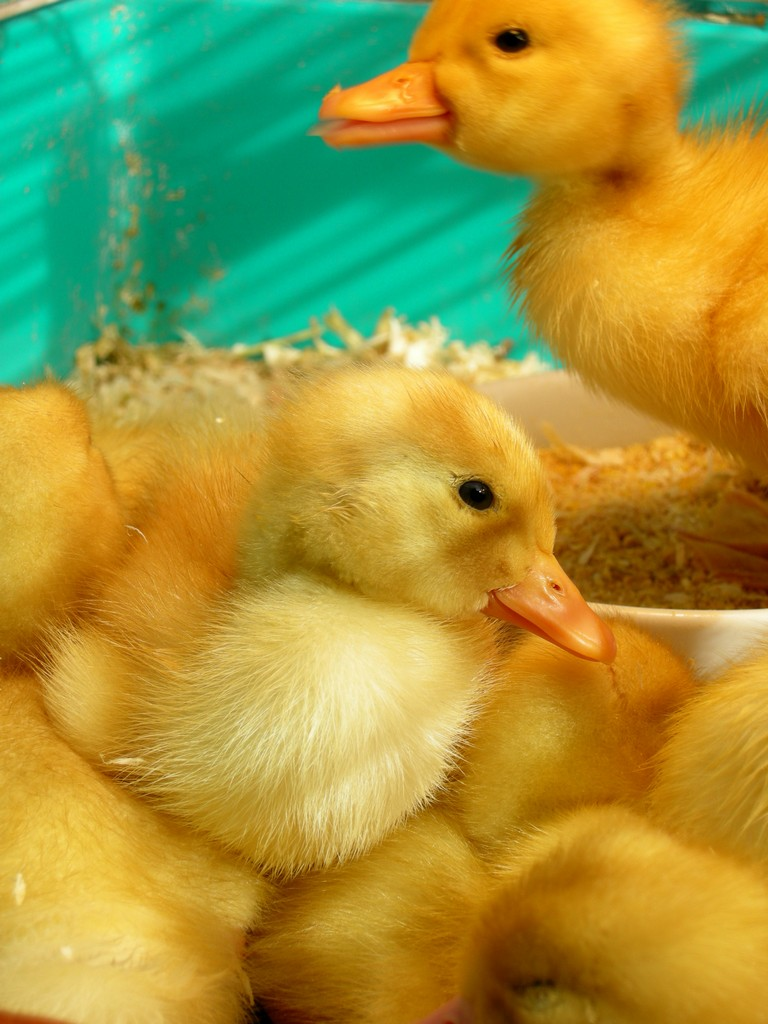
Patitos domésticos
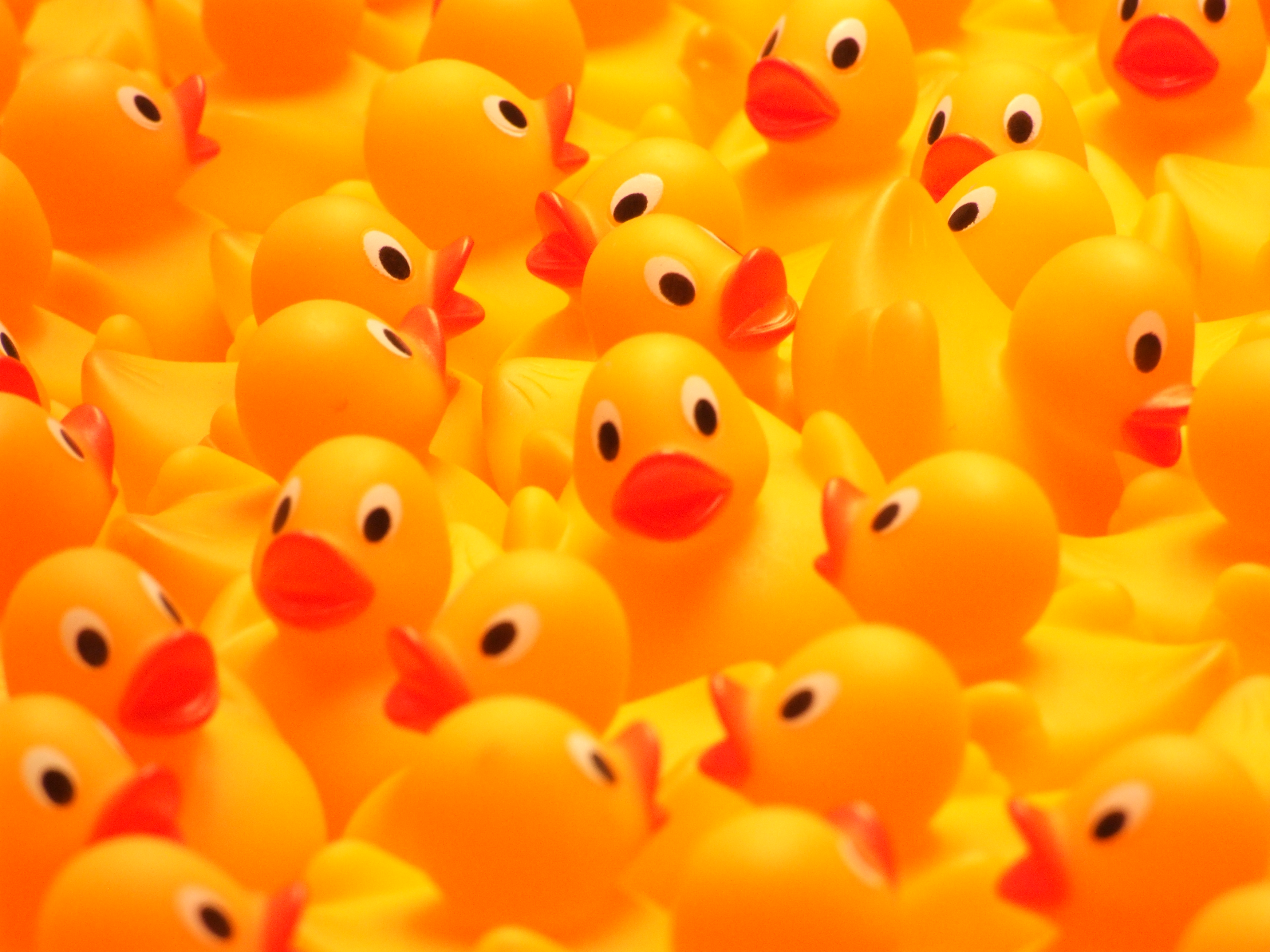
Patitos de goma